# Storselet (Nyhems socken, Jämtland)
Storselet är en sjö i Bräcke kommun i Jämtland och ingår i Ljungans huvudavrinningsområde. Sjön har en area på 1,09 kvadratkilometer och ligger 248,1 meter över havet. Storselet ligger i Gimån, Uppströms Holmsjön Natura 2000-område. Sjön avvattnas av vattendraget Gimån.

## Delavrinningsområde
Storselet ingår i det delavrinningsområde (696956-149913) som SMHI kallar för Utloppet av Storselet. Medelhöjden är 321 meter över havet och ytan är 12,17 kvadratkilometer. Räknas de 237 avrinningsområdena uppströms in blir den ackumulerade arean 2 455,82 kvadratkilometer. Gimån som avvattnar avrinningsområdet har biflödesordning 2, vilket innebär att vattnet flödar genom totalt 2 vattendrag innan det når havet efter 148 kilometer. Avrinningsområdet består mestadels av skog (63 procent). Avrinningsområdet har 1,08 kvadratkilometer vattenytor vilket ger det en sjöprocent på 8,9 procent.